# Heilige Hartenkerk ('s-Hertogenbosch)
De Heilige Hartenkerk is een voormalig kerkgebouw in de Noord-Brabantse stad 's-Hertogenbosch, gelegen aan de Graafseweg 194a.

## Geschiedenis
Deze kerk werd gebouwd voor de wijk Graafsebuurt noord, welke gebouwd werd in de jaren '20 van de 20e eeuw en gelegen is ten noordoosten van he stadscentrum. De kerk werd bediend door de Paters van de Heilige Harten die sedert 1932 in Nuland gevestigd waren. In 1950 werd daartoe een parochie gesticht die afgesplitst werd van de Sint-Antonius en Barbaraparochie.
De kerk, ontworpen door Alexander Kropholler, kwam gereed in 1952. Het betreft een driebeukig bakstenen basilicaal kerkgebouw, voorzien van een dakruiter. Oorspronkelijk was een toren geprojecteerd, maar door bezuinigingen kon de bouw ervan niet doorgaan.
In 2015 werd de kerk onttrokken aan de eredienst. In 2019 begon de verbouwing van de kerkruimte tot appartementen.